# Thelphusa fluviatilis
Thelphusa fluviatilis is een krabbensoort.